# Sân bay Ny-Ålesund, Hamnerabben
Sân bay Ny-Ålesund, Hamnerabben (Broggerhalvoya) (ICAO: ENAS) (tiếng Na Uy: Ny-Ålesund lufthavn, Hamnerabben (Broggerhalvoya)) là một sân bay phục vụ cộng đồng Ny-Ålesund ở lãnh thổ Svalbard. Tần suất bay từ 2 đến 3 ngày trong một tuần với Sân bay Svalbard, Longyear cung ứng bởi hãng Lufttransport với máy bay Dornier 228. Sân bay này do Kings Bay AS, một công ty quốc doanh, vận hành khai thác. Hành khách bay ở đây phải có giấy phép, thường không dành cho khách du lịch.